# Ryan Johnson (aktor)
Ryan Johnson (ur. 1 stycznia 1979 w Melbourne, w Nowej Południowej Walii) – australijski aktor, scenarzysta i producent filmowy. W 2000 zadebiutował na scenie Sydney Theatre Company w spektaklu Martina McDonagh Królowa piękności z Leenane. W 2009 wystąpił w Belvoir St Downstairs w przedstawieniu Samotny Zachód.

## Filmografia
- 2000: Cena życia jako Nick Patterson
- 2007: Ghost Rider jako kelner
- 2007: Wszyscy wyjeżdżają z Brisbane jako Tyson
- 2007: CSI: Kryminalne zagadki Nowego Jorku jako Bob Smith
- 2007: Cena życia jako Conrad Hagen
- 2008: Pod błękitem nieba jako Ian „Stavva” Jones
- 2009: Cena życia jako Jake
- 2010: Satysfakcja jako Steve
- 2010: Morski patrol jako Darryl
- 2010: Zatoka serc jako Paulie Rosetta
- 2012: Paragraf Kate jako Ben Grogan